# Lộc Điền, Lộc Ninh
Lộc Điền là một xã thuộc huyện Lộc Ninh, tỉnh Bình Phước, Việt Nam.
Xã Lộc Điền có diện tích 38,86 km², dân số năm 1999 là 7.572 người, mật độ dân số đạt 195 người/km².

## Hành chính
Xã Lộc Điền có 9 ấp: ấp 1, ấp 2, ấp 3, ấp 4, ấp 5, ấp 6, ấp 7, ấp 8, ấp 9.